# Сент-Камель
Сент-Каме́ль (фр. Sainte-Camelle) — коммуна во Франции, находится в регионе Лангедок — Руссильон. Департамент коммуны — Од. Входит в состав кантона Саль-сюр-л’Эр. Округ коммуны — Каркасон.
Код INSEE коммуны — 11334.

## Население
Население коммуны на 2008 год составляло 115 человек.
| 1962 | 1968 | 1975 | 1982 | 1990 | 1999 | 2008 |
| ---- | ---- | ---- | ---- | ---- | ---- | ---- |
| 110  | 129  | 111  | 95   | 94   | 102  | 115  |

## Экономика
В 2007 году среди 63 человек в трудоспособном возрасте (15—64 лет) 48 были экономически активными, 15 — неактивными (показатель активности — 76,2 %, в 1999 году было 62,5 %). Из 48 активных работали 47 человек (24 мужчины и 23 женщины), безработным был 1 мужчина. Среди 15 неактивных 5 человек были учениками или студентами, 6 — пенсионерами, 4 были неактивными по другим причинам.